# Domine
I Domine sono un gruppo musicale heavy metal italiano fondato nel 1983 dai fratelli Enrico e Riccardo Paoli a Piombino
Il gruppo è divenuto noto al pubblico in seguito all'uscita del primo album Champion Eternal del 1997.
Sono stati collegati al filone degli scrittori Heroic Fantasy e Sword & Sorcery, come Michael Moorcock e Robert E. Howard, per via dei testi che trattano di Elric di Melniboné e Conan il barbaro.

## Storia del gruppo
La band viene fondata nel 1983 dai giovanissimi fratelli Paoli (Enrico e Riccardo) a Piombino e dal 1986 cominciano a produrre i primi demo su cassette. Produssero quattro demo, ottenendo un gran numero di recensioni ed interviste su fanzine e riviste di tutto il mondo. Stabilitisi a Firenze, con una nuova formazione, registrarono il loro primo album Champion Eternal nel 1997. Dopo la pubblicazione di tale album, molte riviste paragonarono la band ad altre come Manowar, Queensrÿche, Warlord, Omen, Helstar, Candlemass e Iron Maiden. Il gruppo fu annoverato fra le migliori band italiane e le migliori band esordienti in tutte le riviste metal italiane, ed ottenne inoltre il terzo posto nel sondaggio rivolto ai lettori della rivista Greek Metal Hammer per le nuove band (superata solo da Hammerfall e Rhapsody of Fire).
I Domine si esibirono in molte apparizioni dal vivo, fra le quali vanno ricordate le esibizioni al Gods of Metal, Heineken Jammin' Festival, Wacken Open Air e quelle come band di supporto a gruppi del calibro di Judas Priest e Dream Theater.
Col loro primo album, i Domine hanno stabilito il loro stile personale con canzoni epic metal quali "Stormbringer (The Black Sword)" e "Army of The Dead", e brani puramente power, "The Mass Of Chaos" e "The Midnight Meat Train", ma creando inoltre canzoni dalla struttura complessa come la title track "The Eternal Champion", lunga 12 minuti e divisa in sette parti.
Ciò che rende particolari i Domine è la passione per i romanzi di Michael Moorcock, in particolare la saga di Elric di Melniboné, anche se stanno diversificando la loro produzione lirica con brani ispirati a Conan il barbaro di Robert E. Howard e ad altri temi fantastici e letterari.

## Formazione

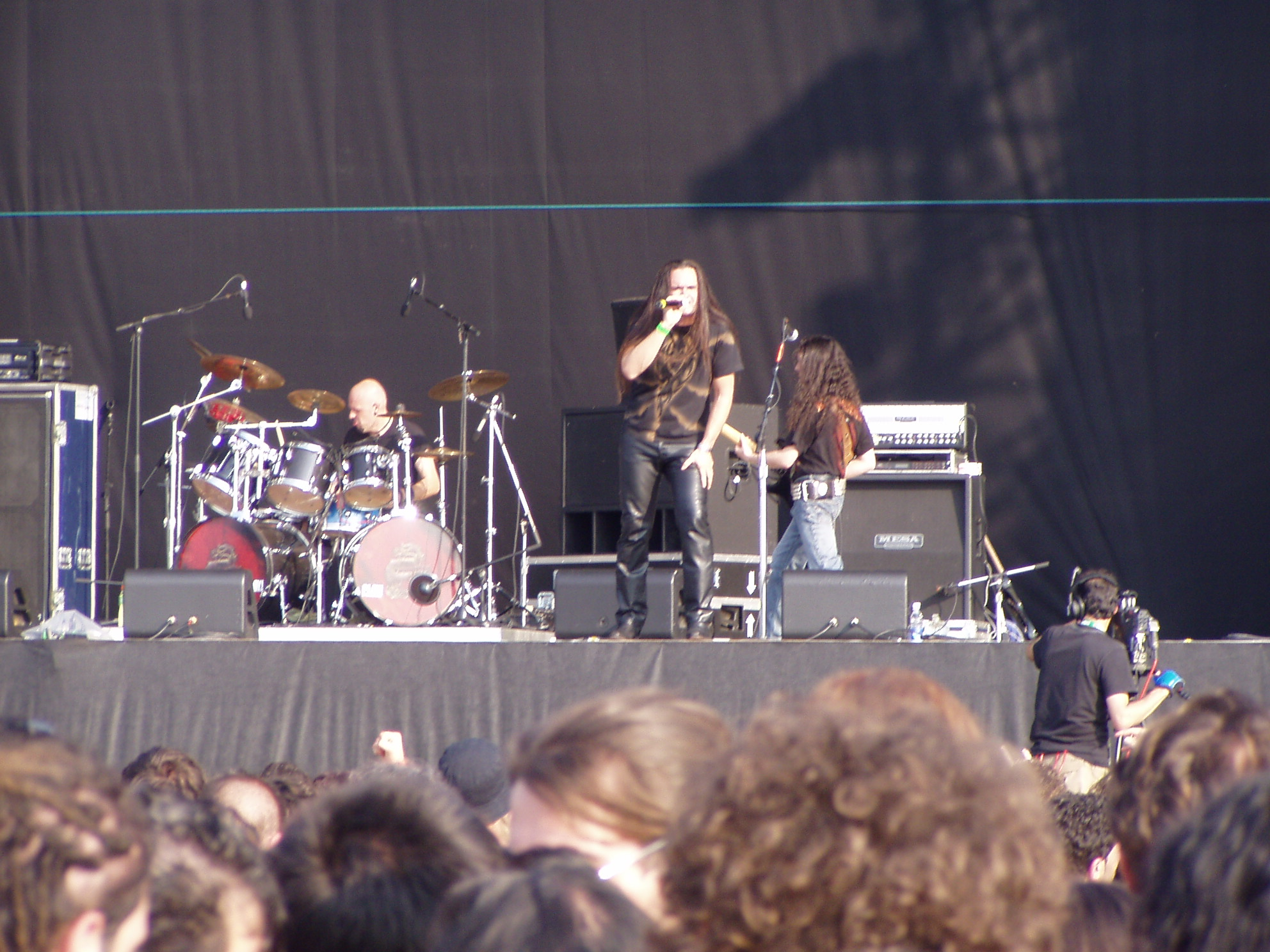
I Domine in concerto nel 2007

### Formazione attuale
- Morby - voce
- Enrico Paoli - chitarra
- Riccardo Paoli - basso
- Stefano Bonini - batteria
- Riccardo Iacono - tastiera

### Ex componenti
- Stefano Mazzella - voce
- Agostino Carpo - chitarra
- Carlo Funaioli - batteria
- Simone Gazzola - voce
- Mimmo Palmiotta - batteria
- Gabriele Caselli - tastiera

## Discografia
Album in studio
- 1997 - Champion Eternal
- 1999 - Dragonlord
- 2001 - Stormbringer Ruler
- 2004 - Emperor of the Black Runes
- 2007 - Ancient Spirit Rising

Demo
- 1986 - Domine
- 1989 - Champion Eternal
- 1991 - Bearer of the Sword
- 1994 - Domine 1994